# Friedrich von Blittersdorf

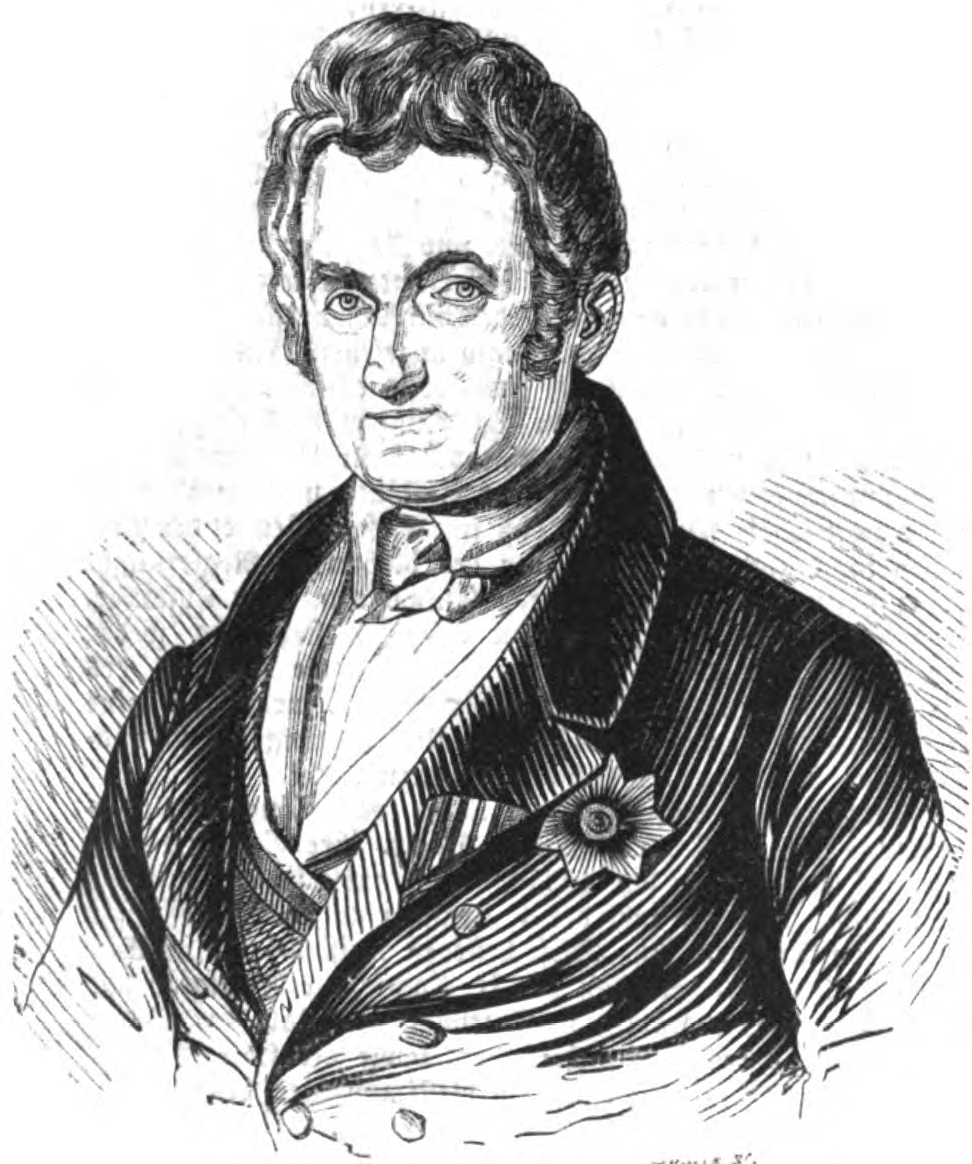
Friedrich Landolin Karl Freiherr von Blittersdorf, 1845.

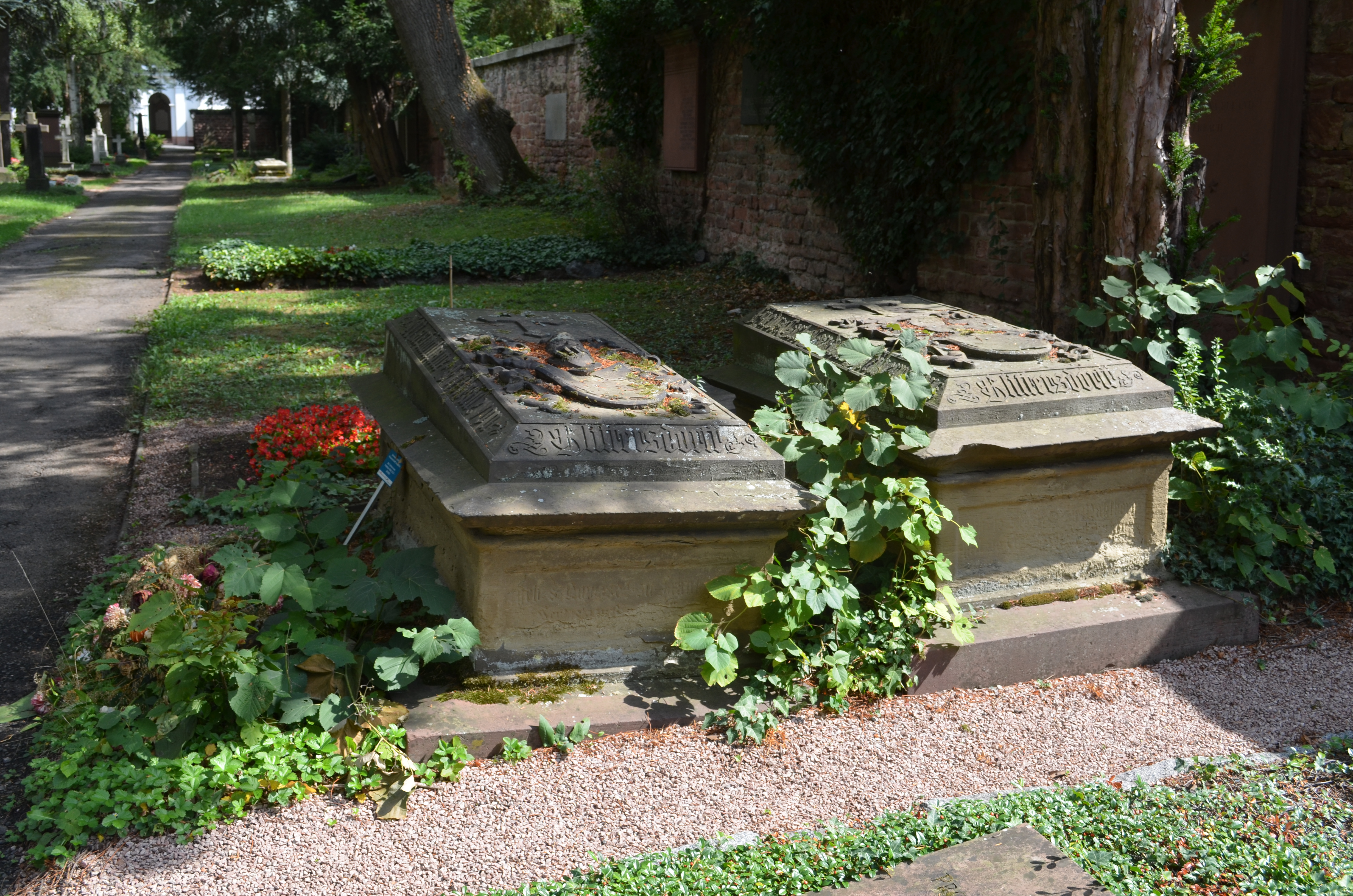
Grab von Friedrich von Blittersdorf auf dem Frankfurter Hauptfriedhof

Friedrich Landolin Karl Freiherr von Blittersdorf, auch Blittersdorff (* 14. Februar 1792 in Mahlberg; † 16. April 1861 in Frankfurt am Main) war ein badischer Beamter.

## Herkunft
Seine Eltern waren Wilhelm von Blittersdorf (1748–1798) und dessen Ehefrau Franziska, geborene Freiin von Vischpach (1758–1835). Sein Vater war markgräflicher badischer Hofrat und Landvogt in Mahlberg.

## Leben
Blittersdorf besuchte das Gymnasium in Karlsruhe und studierte an der Ruprecht-Karls-Universität Heidelberg Rechtswissenschaft. 1809 schloss er sich den Oberrheinern an. Er wechselte an die Albert-Ludwigs-Universität Freiburg. Zwischen 1813 und 1848 war er in verschiedenen Positionen im badischen Staatsdienst tätig. 1818 wurde er badischer Gesandter in Sankt Petersburg, 1821 Gesandter beim Bundestag in der Freien Stadt Frankfurt. 1835 wurde Blittersdorf badischer Außenminister. Von Oktober 1839 bis November 1844 leitete er als Staatsminister die Regierungsgeschäfte. Insbesondere nach dem Tode Ludwig Georg von Winters gewann Blittersdorf starken Einfluss auf die gesamte badische Politik. Er setzte einen den bisherigen Gewohnheiten entgegenstehenden antiliberalen Richtungswechsel im Großherzogtum Baden durch. Er wollte die badische Vorreiterfunktion in Verfassungsfragen und demokratischen Prinzipien wieder zurückdrehen. Dazu setzte er sich für eine Ausweitung der Kompetenzen des Deutschen Bundes ein, um das monarchische Prinzip gegen liberale und demokratische Bestrebungen zu stärken. Daneben versuchte er die Machtposition der Ersten badischen Kammer gegen die gewählte Zweite Kammer zu verbessern und die Beamtenschaft an der Unterstützung liberaler Positionen zu hindern. Die Zeit von 1835 bis 1843 gilt daher als Ära Blittersdorf, in der letztmals vor der Märzrevolution von 1848/49 versucht wurde, die Grundlinien der badischen Politik konservativer zu gestalten. Auf Grund der hieraus resultierenden Streitigkeiten mit der Zweiten Kammer und den liberaler eingestellten Beamten – hier ragt insbesondere der Disput um das Urlaubsrecht der Beamten zur Wahrnehmung gewählter Positionen in der Zweiten Kammer 1841 heraus – verlor Blittersdorf zunehmend den politischen Rückhalt, so dass er 1843 seine frühere Stelle beim Deutschen Bund wieder annahm, die er bis 1848 innehatte. Bei Ausbruch der Badischen Revolution quittierte Blittersdorf den Dienst.

## Familie
Friedrich von Blittersdorf heiratete 1824 Maximiliane Brentano (1802–1861), eine Tochter von Antonie Brentano und dem Frankfurter Bankier und Großkaufmann Franz Brentano. Sie war eine ausgezeichnete Pianistin und gehörte – wie auch ihre Mutter – zwischen 1810 und 1812 zum engsten Freundeskreis von Ludwig van Beethoven. Der Komponist widmete ihr 1812 sein Klaviertrio B-Dur WoO 39 und im November 1821 die Erstausgabe der Klaviersonate E-Dur op. 109.
Blittersdorf verbrachte seinen Lebensabend in Frankfurt am Main. Sein Grab befindet sich auf dem Hauptfriedhof (Liste der Kulturdenkmäler auf dem Hauptfriedhof Frankfurt (Gewann C–D) Grabstätte adM 106). Nach ihm war bis zum 24. Juni 2008 der Blittersdorffplatz (heute François-Mitterrand-Platz) im Frankfurter Bahnhofsviertel benannt, den er der Stadt geschenkt hatte. Mit seiner Frau hatte er vier Kinder:
- Antonie (* 19. Dezember 1825 in Frankfurt am Main, † 5. Dezember 1895 ebenda)
- Ludovica (* 7. August 1827 in Frankfurt am Main, † 21. September 1918 in Ramholz bei Schlüchtern) ⚭ Frankfurt am Main 24. Januar 1865 Adalbert von Rauch, preußischer Premierleutnant a. D., k.u.k. Oberst a. D., Erbe seiner Tante Ulrike von Levetzow auf Třebívlice (deutsch Trieblitz, Trziblitz, auch Triblitz) in Böhmen
- Ludwig (* 8. November 1829 in Frankfurt am Main, † 30. Juli 1909 in Salzburg), K. K. Legationsrat a. D. ⚭ Prag 25. Januar 1869 mit Gabriele von Deym Gräfin von Stritec (* Prag 19. Dezember 1845, † Frankfurt am Main 9. April 1875), Tochter des Friedrich Deym Graf von Stritec, K.K. Kämmerer und Rittmeister, und seiner Ehefrau Caroline, geborene de Longueval Gräfin von Buquoy
- Hildegarde (* 7. Januar 1846 in Frankfurt am Main, † 1. Mai 1926 in Wien), Sternkreuz-Ordensdame ⚭  Frankfurt am Main 25. Januar 1865 mit Zdenko Graf Strachwitz von Groß-Zauche und Camminetz, † 1. März 1921 in Schönwörth bei Kufstein, K. K. Kämmerer und Rittmeister a. D. in Salzburg

Der Maler Edward von Steinle hat 1846 ein Doppelporträt der beiden älteren Schwestern Antonie von Blittersdorff und Ludovica von Blittersdorff (verehelichte von Rauch) gezeichnet.

## Ehrungen
- 1827 wurde Blittersdorf mit dem Großkreuz des Ordens vom Zähringer Löwen geehrt.[4]
- 1840 erhielt er das Ritterkreuz des badischen Hausordens der Treue.[5]
- Am 22. Februar 1836 wurde ihm das Großkreuz des Hausordens von Goldenen Löwen verliehen.

## Werke
- Einiges aus der Mappe des Freiherrn von Blittersdorff. Vormaligen Großherzogl. Badischen Staatsministers und Bundestagsgesandten. Mainz 1849 Digitalisat